# Appellplatz

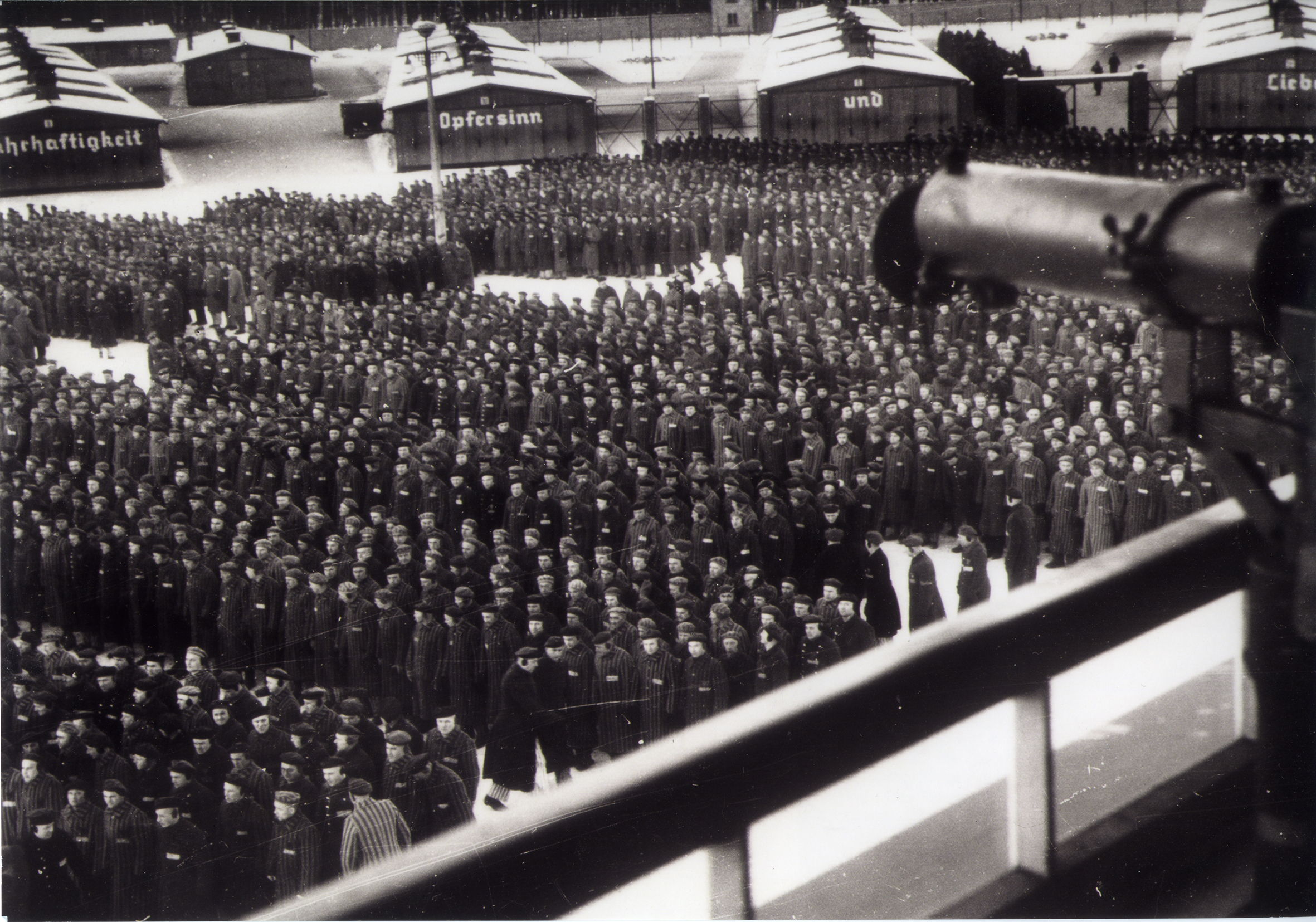
LAppellplatz dans le camp d'Oranienburg-Sachsenhausen.

Appellplatz, parfois orthographié Appelplatz, est un terme allemand issu de la Lagersprache qui désigne la « place d'appel » dans les camps de concentration nazis. L'appel  des déportés dure chaque jour pendant des heures et entraîne la mort des plus affaiblis. 
L'Appellplatz est le théâtre de multiples exécutions et de nombreuses « sélections ».

## Description

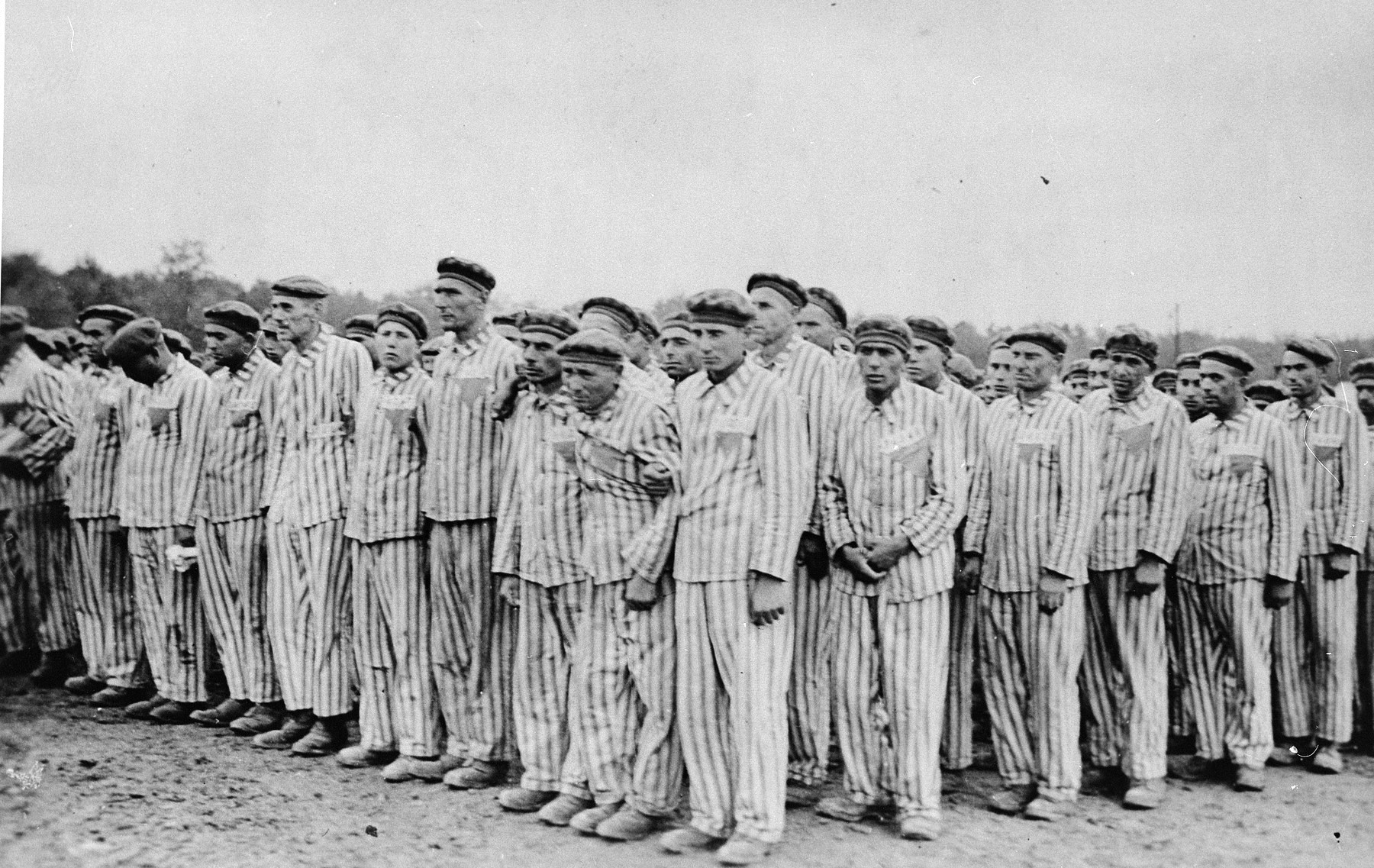
L'appel au camp de Mauthausen.

L'Appellplatz est un vaste terrain situé au centre du camp où a lieu l'appel des déportés, deux fois par jour : le matin à 4 heures et le soir. Les détenus, alignés en rangs, sont recensés un par un et doivent observer une immobilité et un silence parfaits pendant toute la durée du processus. Le moindre  manquement à cette obligation ou le moindre retard sont passibles de sanctions allant jusqu'à la peine de  mort. 
L'appel concerne l'ensemble des prisonniers, qui se dénombrent par milliers, et prend plusieurs heures. Chaque fois qu'une erreur est commise, l'opération recommence depuis le début. L'appel est une épreuve quotidienne, par tous les temps, et entraîne la mort par épuisement de nombreux déportés.

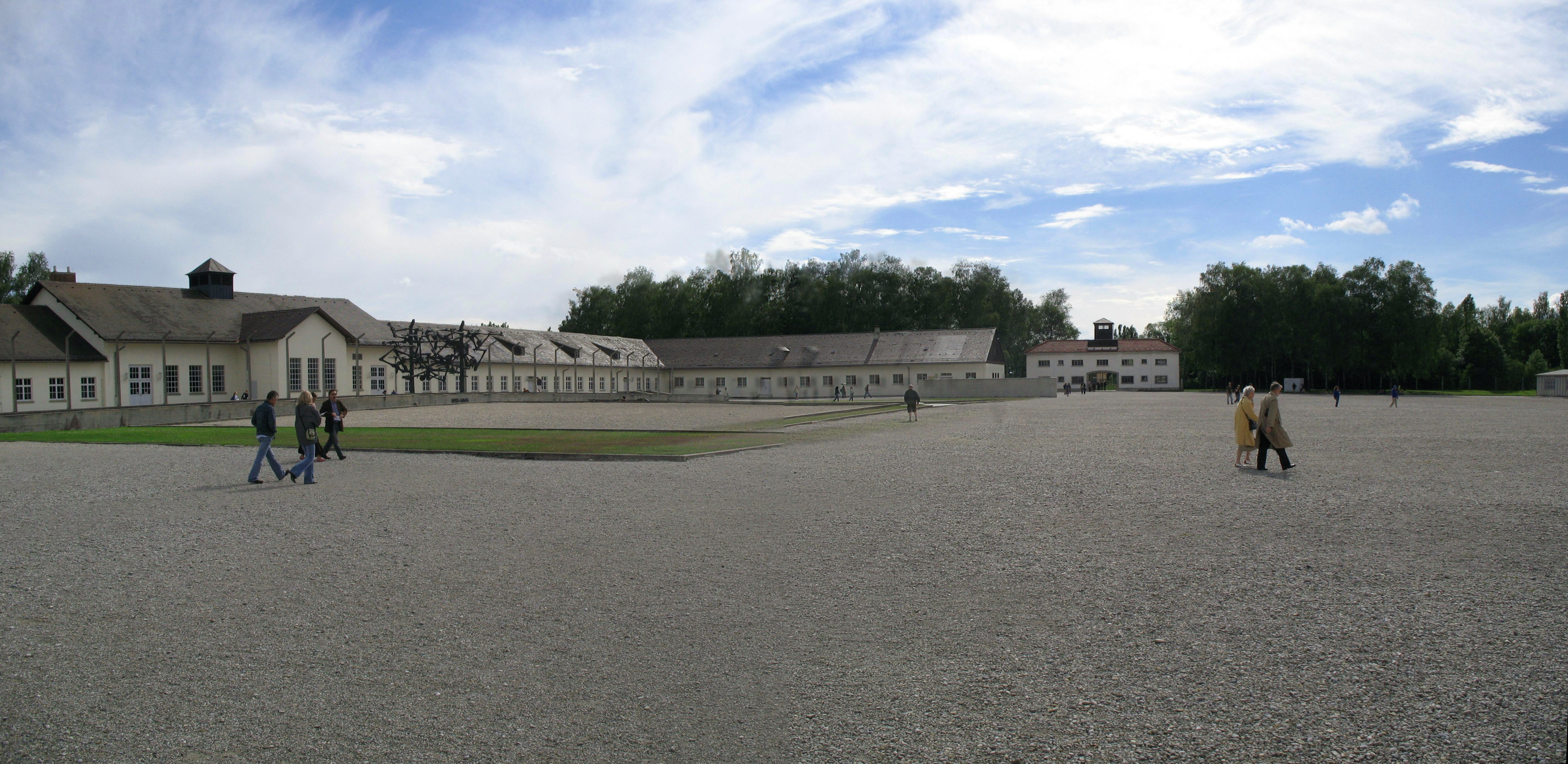
LAppellplatz au camp de concentration de Dachau en 2007.

La finalité officielle de la procédure est le comptage des détenus afin de vérifier si certains ont pu s'évader mais le but consiste à les humilier et à éliminer les plus affaiblis, qui sont alors abattus sur place. 
L'Appellplatz est également l'endroit où se déroule la « sélection » des déportés jugés aptes à travailler pour les industriels allemands, dont IG Farben. Ces « sélections » ont lieu à des intervalles irréguliers, parfois chaque jour, parfois toutes les trois ou quatre semaines. En présence des médecins du camp, les représentants des usines allemandes font défiler les prisonniers et choisissent ceux qu'ils emmèneront, entassés nus dans des camions.